# 4400
4400（四千四百、しせんしひゃく、よんせんよんひゃく、よんよんまるまる）は自然数、また整数において、4399の次で4401の前の数である。

## 性質
- 4400は合成数であり、約数は1, 2, 4, 5, 8, 10, 11, 16, 20, 22, 25, 40, 44, 50, 55, 80, 88, 100, 110, 176, 200, 220, 275, 400, 440, 550, 880, 1100, 2200, 4400である。
  - 約数の和は11532。
- 814番目のハーシャッド数である。1つ前は4392、次は4401。
  - 8を基とする22番目のハーシャッド数である。1つ前は4112、次は5120。
- 約数の和が4400になる数は1個ある。(2943) 約数の和1個で表せる651番目の数である。1つ前は4398、次は4404。
- 各位の和が8になる145番目の数である。1つ前は4310、次は5003。
- 4400 = 162 + 182 + 202 + 222 + 242 + 262 + 282 + 302
  - 8連続偶数の平方和で表せる数である。1つ前は4040、次は4776。

## その他 4400 に関連すること
- 4400 未知からの生還者はアメリカ合衆国のSFテレビドラマ。
- 三重交通モ4400形電車はかつて三重交通三重線（現在の近鉄湯の山線・四日市あすなろう鉄道内部・八王子線）で使用されていた軽便鉄道用の電車。現在は三岐鉄道北勢線で同社200系電車として使用されている。